# Better Alone
«Better Alone» — второй сингл Мелани Си с её третьего альбома Beautiful Intentions. Эта песня - баллада на фортепиано, которая охватывает такие темы, как независимость и освобождение от удушающих отношений. Первоначально сингл готовили к выпуску в Великобритании, но из-за плохих отзывов музыкальных критиков в Великобритании, которые считали, что этот сингл с треском провалится, выпуск сингла ограничили. В Великобритании его можно было купить в iTunes и в интернет-магазине на веб-сайте Мелани Си, который продавал ограниченный тираж из двух физических компакт-дисков и DVD-сингла.  Позже в 2005 году сингл выпустили в Италии, Нидерландах, Швеции и Австралии. В феврале 2006 года, после успеха сингла "First Day of My Life" в Германии, Австрии и Швейцарии был выпущен «Better Alone» в сопровождении нового музыкального клипа, который был продан тиражом более 200 000 копий по всему миру.

## Предыстория
В январе 2004 года контракт Мелани Си с Virgin Records в качестве сольного исполнителя был расторгнут из-за череды неудач и относительного провала синглов "Melt" и "Yeh Yeh Yeh". Летом того же года, после завершения мини-тура The Barfly, Мелани начала записывать песни для будущего альбома "Beautiful Intentions". Ходили слухи, что несколько песен в альбоме, в том числе "Better Alone", "You Will See", "Don't Need This" и "You Will Get Your", были написаны в ответ на Virgin Records. Перед выпуском "Beautiful Intentions" Мелани Си впервые исполнила песню в Академии O2 в Ислингтоне 14 сентября 2004 года.

## Список композиций и форматы
- Австралия (CD)

1. «Better Alone» [Edit] — 3:06
2. «Better Alone» [Pop Mix] — 3:56
3. «Better Alone» ['Amazing' Dub] — 7:44
4. «Runaway» — 3:24

- Нидерланды (CD)

1. «Better Alone» [Edit] — 3:06
2. «Better Alone» [Pop Mix] — 3:56
3. «Warrior» — 3:47

- Германия (EP)

1. «Better Alone» [Radio Version] — 3:06
2. «Better Alone» [Pop Mix Edit] — 3:26
3. «Warrior» — 3:48
4. «Better Alone» ['Amazing' Dub] — 7:46
5. «You’ll Get Yours» [Acoustic Version] — 5:44
6. «Better Alone» [Music video / Multimedia Track] — 3:06

- Италия (CD)

1. «Better Alone» [Edit] — 3:06
2. «Better Alone» [Original Version] — 3:59
3. «Better Alone» ['Amazing' Dub] — 7:44
4. «Runaway» — 3:24

- Италия (DVD)

1. «Better Alone» [Music video] — 3:06
2. «Next Best Superstar» [Music video] — 3:31
3. EPK Extract («Better Alone» & Interview) — 2:00
4. Photo Gallery (& Runaway) — 3:24

- Швеция (CD)

1. «Better Alone» [Edit] — 3:06
2. «Better Alone» [Pop Mix Edit] — 3:26
3. «Warrior» — 3:47
4. «Better Alone» [Music video] — 3:06

- Великобритания (CD1)

1. «Better Alone» [Edit] — 3:06
2. «Warrior» — 3:47

- Великобритания (CD2)

1. «Better Alone» [Edit] — 3:06
2. «Better Alone» [Original Version] — 3:59
3. «Better Alone» [Pop Mix] — 3:56
4. «Better Alone» ['Amazing' Dub] — 7:44

- Великобритания (DVD)

1. «Better Alone» [Music video] — 3:06
2. «Next Best Superstar» [Music video] — 3:31
3. EPK Extract («Better Alone» & Interview) — 2:00
4. Photo Gallery (& Runaway) — 3:24

## Официальные версии и ремиксы
- "Better Alone" (Album version) - 4:35
- "Better Alone" (Radio edit) - 3:06
- "Better Alone" (Original Version) - 3:59
- "Better Alone" ('Amazing Dub') - 7:44
- "Better Alone" (Special Productions Re-work) - 6:50
- "Better Alone" (Pop Mix Edit) - 3:28
- "Better Alone" (Pop Mix) - 3:56
- "Better Alone" (John Rea Demo) - 4:34[3]